# Schwabiske Krig
Den Schwabiske Krig (Schwabenkrieg, også kaldet Schweizerkrieg i Tyskland og Engadiner Krieg) var en krig mellem det gamle Schweiziske forbund og det habsburgske fyrstehus.

## Ekstern henvisning
- Wikimedia Commons har flere filer relateret til Schwabiske Krig

| Historie | Spire Denne historieartikel er en spire som bør udbygges. Du er velkommen til at hjælpe Wikipedia ved at udvide den. |